# باب النصر (بغداد)
باب النصر وهو الباب السادس من أبواب سور حريم دار الخلافة، ويأتي بعد باب العامة. ويذكر ان الخليفة المسترشد بالله كان قد فتحه، وصار يتفاءل به بالظفر حين يخرج للحرب منه.